# Centrerat tetraedertal
Centrerat tetraedertal är ett centrerat polyedertal som representerar en tetraeder. Det centrerade tetraedertalet för n ges av formeln:
{\displaystyle (2n+1)\times {(n^{2}+n+3) \over 3}}
De första centrerade tetraedertalen är:
1, 5, 15, 35, 69, 121, 195, 295, 425, 589, 791, … (talföljd A005894 i OEIS)